# Бад-Шлема
Бад-Шлема (нім. Bad Schlema) — громада в Німеччині, розташована в землі Саксонія. Входить до складу району Рудні Гори.
Площа — 15,53 км2. Населення становить 4777 ос. (станом на 31.12.2017).